# 定性的研究
定性的研究（ていせいてきけんきゅう、英: qualitative research）または質的調査（しつてきちょうさ）とは、対象の質的な側面に注目した研究である。そこで扱われるデータは『定性データ』と呼ばれる。対象の量的な側面に注目した定量的研究の対義語。

## 概要
定性的研究とは、インタビューや観察結果、文書や映像、歴史的記録などの質的データ（定性的データ）を得るために、社会学や社会心理学、文化人類学などで用いられる方法である。狭義の調査だけでなく、実験や観察、インタビューやエスノメソドロジー、文書や映像の内容分析、会話分析、住み込んでの参与観察、各種のフィールドワークなど、多様な手法を用いた調査方法を指す概念である。社会調査の一種として考えた場合、社会からデータをとるための一つの方法であるが、その意味で多義的であり、社会調査のみではなく純粋な観察なども含む。観察は必ずしも質問をする必要はなく、言葉の通じない幼児などに対しても可能な場合があり、シンボリック相互作用論以来の研究の伝統もある。社会調査は多くの場合、対象者に何らかの質問をすることになる。グラウンデッド・セオリーのように、適切な分析法を作ろうとする研究もある。

## 方法と対象
定性的研究の手法として様々なものが提唱されている。比較的多くの分野で知られているものに、以下のものがある。
- フィールドワーク
- 参与観察
- エスノメソドロジー
- 事例研究（ケーススタディ）
- 内容分析（テクスト分析）
- 会話分析（談話分析）

一般に、定性的研究は次のような目的に適しているとされることが多い。
- 先行研究などが乏しく、詳細が不明な対象を扱う研究
- 一般化が困難な複雑な事象を対象とする研究
- 対象の複雑性や詳細を明らかにするための研究

定性的研究において取り扱われる質的側面には、具体的には次のようなものがある。
1. ある集団や組織などの構造や歴史
2. ある行為、慣習などの背景にある心理や動機
3. ある概念や理論の論理的構成や一貫性、他の関連概念、理論との異同
4. 倫理、道徳など規範的な意見の価値
5. さまざまな法、制度、政策の価値
6. 芸術作品やその批評など審美的な価値

定性的研究は非常に多くの分野で多用されているが、その中には次のような分野が含まれる。
- 社会学
- 社会心理学
- 歴史学
- 文化人類学
- 精神分析学
- 経営学
- 法学
- 政策科学
- 文学、美学
- 言語学
- 哲学、思想

## 定性的研究と定量的研究
定性的研究は、定量的研究と比べて科学的でない、と評される場合がある。比較的よく見られる定性的研究への批判には以下のようなものがある。
1. 古典や理論などを解釈し続けるばかりで実用性、応用性、実証性に欠ける。
2. 研究対象となる異文化などに研究者自ら参加してしまうため、客観性があるかどうかが疑わしい（参与観察など）。
3. 研究者自身の経験を題材にしており客観性があるかどうかが疑わしい（アクション・リサーチなど）。
4. 客観的な研究が望める事実判断だけに研究を限定せず、善悪や美醜をめぐる価値判断も扱っている。
5. 言語や身振り、表情の意味の解釈などを含んでおり、判断の恣意性、主観性が高い。
6. 研究を通じて特定の価値判断や物の見方を広めようとしており、中立性を欠く（文化研究など）。
7. 結論に辿り着くプロセスとして、仮説の選定、調査のデザイン、データ収集、分析、結論という順序に従っていない。このため、他の研究者が同じ研究を行っていた場合には結論が異なっていたのではないかと疑われる（グラウンデッド・セオリーなど）。
8. 研究を発表するスタイルとして、事前に採択した仮説、調査のデザイン、分析結果、解釈、結論という体裁をとっておらず、結論が主張され、それを支持する証拠や主な反証に対する反駁が示されるという形をとる。この場合、調査のデザインや分析結果が示されている体裁をとっている場合と比べて、結論を出す際の元になったデータの全容が第三者にはわかりづらい。結論に説得力を持たせるために切り捨てている部分などがあったとしても、第三者はそれに気づかない可能性が高い。

これに対して、定性的研究に従事する者や定性的研究を擁護する立場からの反論や、定量的研究に対する批判も数多く存在している。これらの意見は、認識論的な前提や研究者の社会的役割についての考え方が多様であり、簡単にまとめることが難しいが、以下のようなものが含まれる。
1. 理論研究や古典の研究は、他の研究者への影響や学生への教育などを通じて一定の貢献を果たしている。
2. 研究対象が未知であったり、複雑であったりする場合には、定量的研究では適切に扱うことができない。
3. 要素還元主義的な学問には限界があり、複雑な物事に関する総合的判断を行うためには恣意性とつきあっていかなければならない。
4. 定量的研究にも、研究者が意識していないだけで様々な恣意性がある。定量研究ではそれらを意識化し、考察の対象にしていないために、かえってそうした恣意性に束縛されやすい面もある。
5. 研究対象に対する恣意的な解釈が研究からどうしても除外できない場合があるので、その場合には恣意性との付合い方を考えるべきで、恣意性の徹底排除だけが望ましいアプローチではない。
6. 価値判断を徹底して控えることは、研究者が既存の価値観に対して無批判になることであり、倫理的に望ましいこととは言えない。
7. 積極的に行うか否かに関わらず、学術出版物は社会的影響を持ってしまうので、出版の結果について考えないことは社会的責任の放棄にあたる。